# Rövidfilm a szerelemről
A Rövidfilm a szerelemről (eredeti cím: Krótki film o milosci) egy 1988-ban készült lengyel romantikus dráma, melyet Krzysztof Kieślowski rendezett és ő volt az egyik forgatókönyvíró is. A film a Tízparancsolat című tévésorozat Ne paráználkodj! című epizódjának bővített változata, a két főszereplője Grażyna Szapołowska és Olaf Lubaszenko.

## Cselekmény
A film egy sivár anonim lakótelepi környezetben játszódik, ahol a 19 éves Tomek egy távolba költözött barátjának lakásában él, az ott maradt idős édesanyával. Tomek esténként a szemben lévő ház ablakában távcsővel leselkedve figyeli meg a középkorú, egyedül élő művésznőt, Magdát. Ez az időtöltése mindinkább a szenvedélyévé válik, míg végül teljesen belehabarodik a nőbe. Megpróbál  mindent, hogy személyesen is közelébe férkőzhessen. Először hamisított csekkekkel csalja a postára, ahol dolgozik, majd a hajnali órákban vállal tejhordói munkát, csakhogy a nő lépcsőházában egészen a lakásáig felmehessen. Rendszeresen rátelefonál, anélkül, hogy a telefonba szólna, egy este pedig, amikor éppen férfi látogatója van, ráhívja a gázszerelőket, ezzel is megzavarva az intim együttlétet. Végül nem bírja tovább és nyíltan bevallja Magdának, hogy hosszú ideje figyeli és „szereti“ őt. Egy étteremben találkoznak, majd a nő felhívja magához, ahol kettejük „játéka“ egy egyenlőtlen aktusba torkollik, melyet Tomek nem bír elviselni, és megszégyenülten hazamenekül. Otthon a fürdőszobában felvágja ereit, kórházba kerül, ahonnan azonban néhány hét múlva bekötött karokkal hazatér. A film végére megfigyeltből megfigyelő lesz, s most már Magda az, aki a fiú után kutatva reménykedik, hogy újralássa.

## Szereposztás
| Szerep      | Színész             |
| ----------- | ------------------- |
| Tomek       | Olaf Lubaszenko     |
| Magda       | Grażyna Szapołowska |
| Keresztanya | Stefania Iwinska    |

## Fogadtatás
A film középpontjában a magány és a közelségért folytatott küzdelem áll, melyet Kieślowski a vizuális láttathatóság eszközeivel művészi érzékenyéséggel fejezett ki. A "Rövidfilm a szerelemről" az IMDb-n 8,3/10-es osztályzatot kapott, 13476 szavazat alapján. A Rotten Tomatoes oldalán 93%-on áll, 5783 szavazat alapján. A film meghódította a filmfesztiválokat is, a hazai rendezésű Polish Film Festival-on 1988-ban négy díjat nyert (legjobb színésznő (Grażyna Szapołowska), legjobb operatőr (Witold Adamek), legjobb női mellékszereplő (Stefania Iwinska) és a Golden Lion díj is az övé lett). Szintén 1988-ban a San Sebastián-i Filmfesztiválon pedig "legjobb film" különdíjat kapott. 1989-ben pedig A Chicago-i filmfesztiválon Arany Hugó díj-ra jelölték.